# Spyd
Et spyd er et gammelt våben af et langt skaft (typisk træ)  påmonteret en klinge (ofte sten eller Jern). Den ene ende af skaftet er i tidens løb blevet spidset, så det er skarpt nok til at blive brugt som våben.
Der er fundet spyd fra stenalderen. Dengang blev de brugt til jagt, mens de i middelalderen blev brugt til krig. Buen overtog senere spyddets plads som jagtvåben.

## Benyttelse af dyr
Konstruktion og brug af spyd er også benyttet af chimpansearten Pan troglodytes verus. Chimpanser nær Kédougou i Senegal er observeret, mens de konstruerede spyd ved at brække lige grene af træer, hive barken og pindene af, og benytte tænderne til at gøre den ene ende skarp. De kan benytte spyddene til at jage sovende galagoer i huller. Orangutanger har også benyttet spyd til at fiske efter at have observeret mennesker fiske med spyd.